# کفشک‌ماهیان راست‌چشم
کفشک‌ماهیان راست‌چشم یا کفشک‌ماهیان راست‌روی (به لاتین: Pleuronectoidei)، یک خانواده از ماهیان راسته کفشک‌ماهی‌سانان است.
این نوع ماهیان در آشپزی ژاپنی با نام کاره‌ی (به ژاپنی: カレイ Karei) مصرف می‌شود و یکی از انواع سوشی است. شکل این ماهی پهن است و از خصوصیات آن این ست که همواره طرف چپ بدن او مماس با ته دریاست و بنابراین هر دو چشم او در طرف راست بدن این ماهی قرار دارد.

## نگارخانه

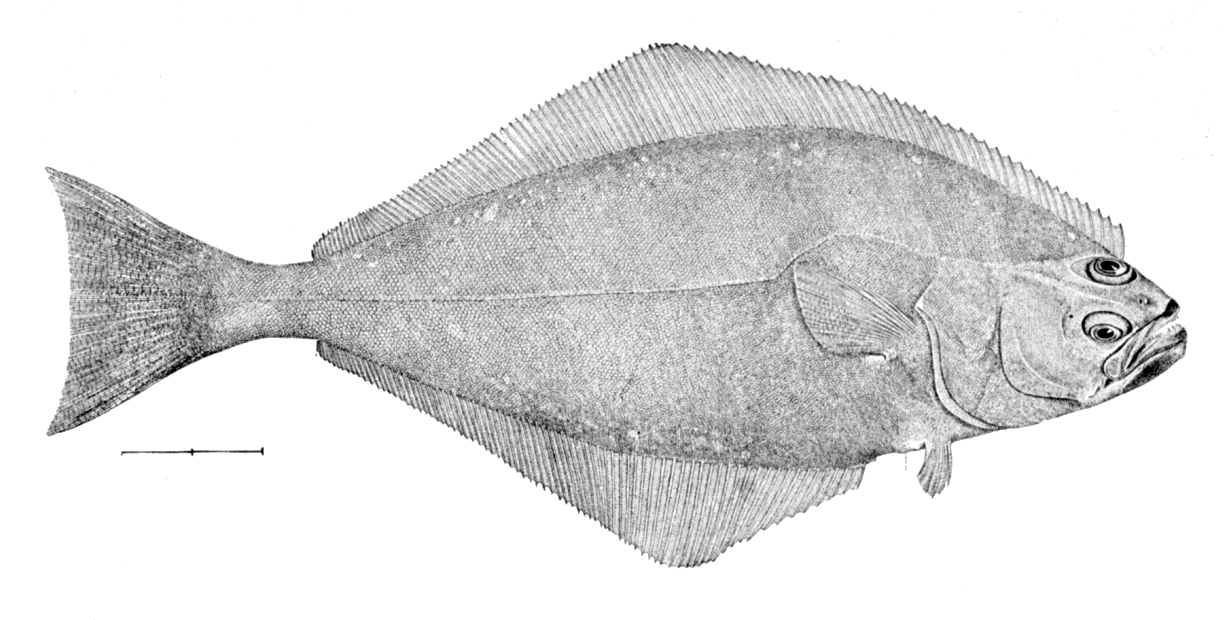
لوزی‌ماهی اطلس،  Hippoglossus hippoglossus
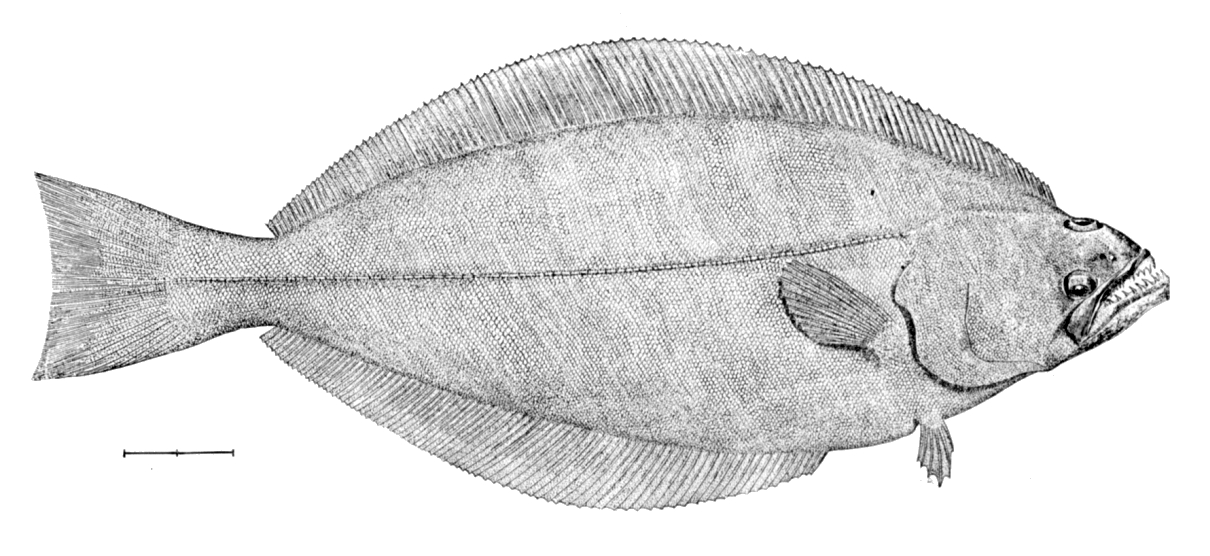
لوزی‌ماهی گرینلند،  Reinhardtius hippoglossoides
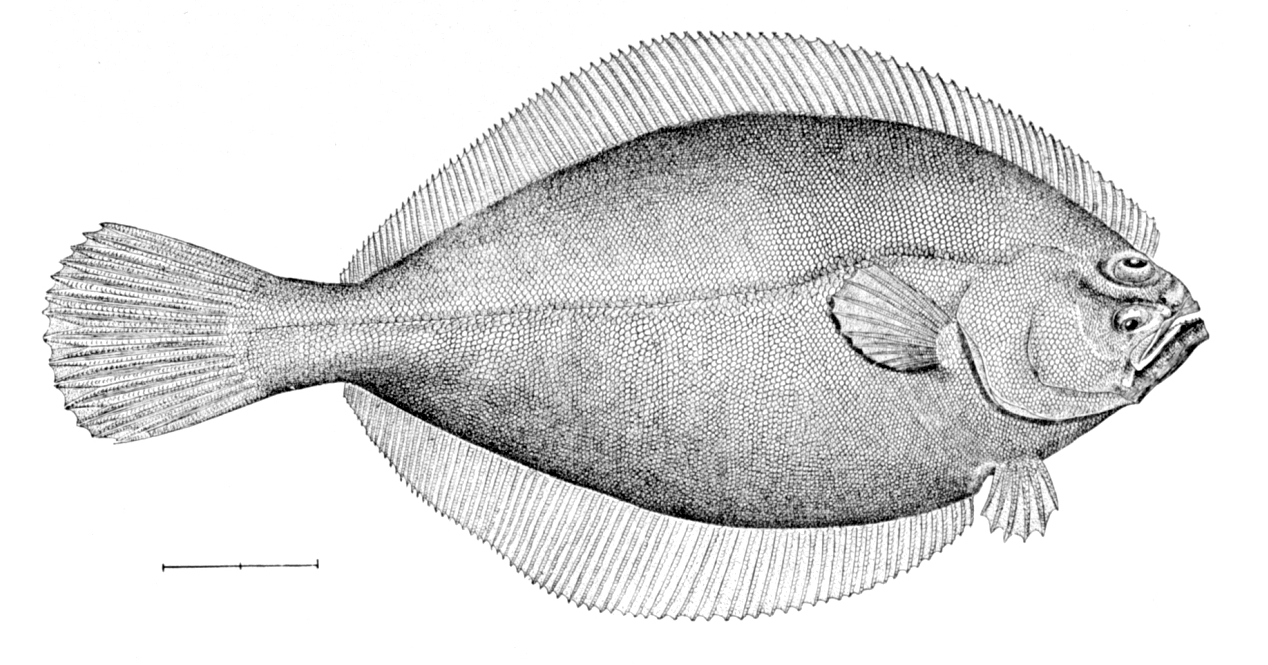
صاف‌ماهی آمریکایی،  Hippoglossoides platessoides
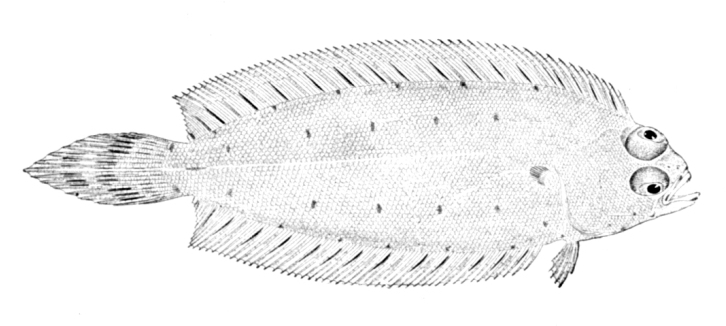
جادوگر راست‌روی،  Glyptocephalus cynoglossus
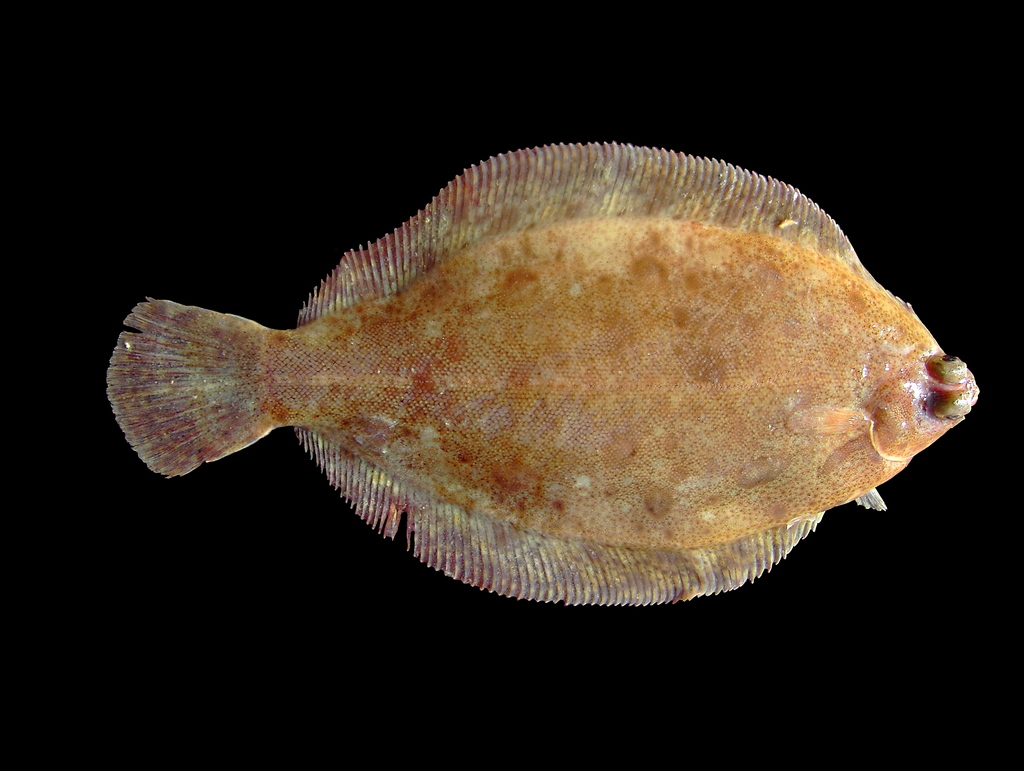
ماهی حلوای لیمویی،  Microstomus kitt
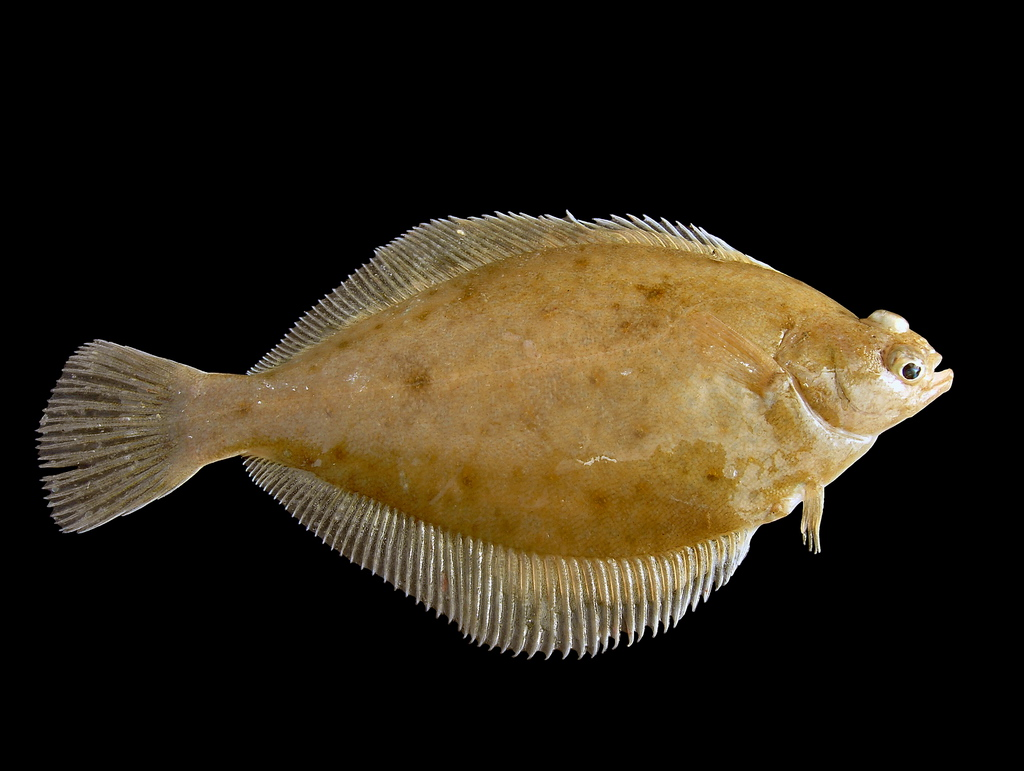
چرم‌ماهی،  Limanda limanda
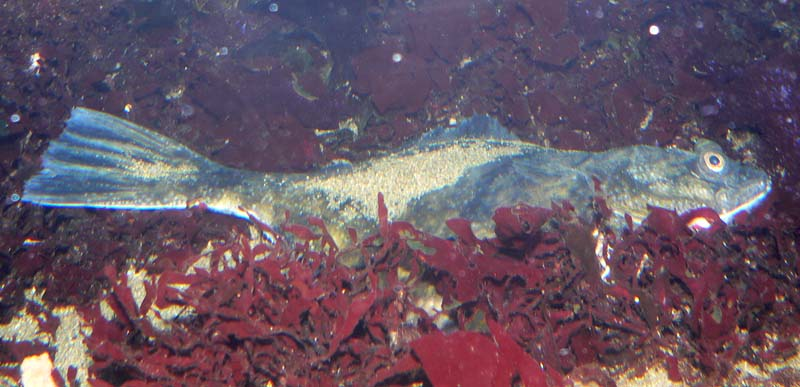
ماهی حلوای انگلیسی،  Parophrys vetulus
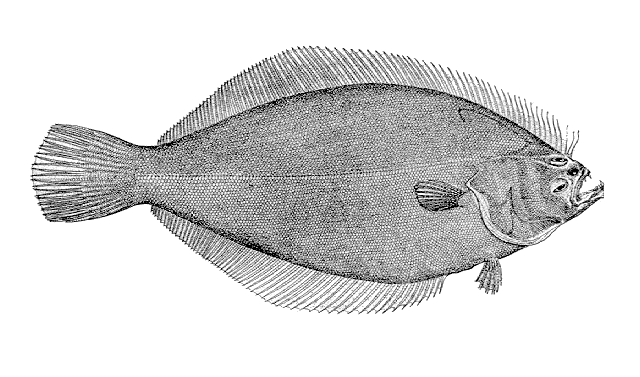
حلوای ماسه‌ای ارام،  Psettichthys melanostictus
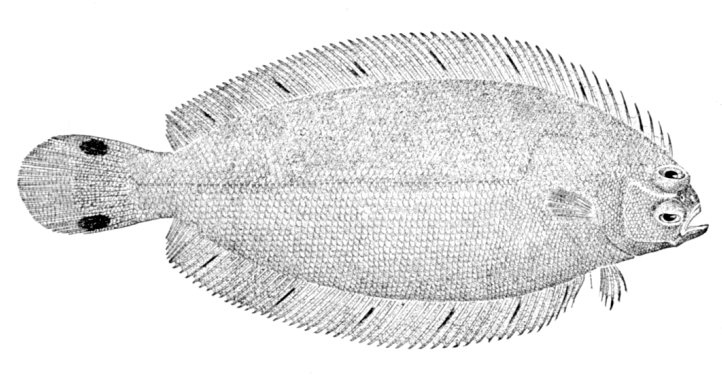
چرم‌ماهی ژرفزی،  Poecilopsetta beanii
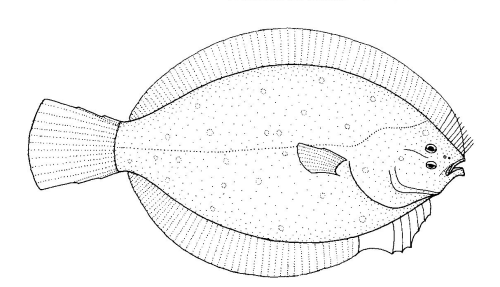
کفشک سیاه،  Rhombosolea retiaria